# Mahoniowiec
Mahoniowiec (Swietenia) – rodzaj roślin z rodziny meliowatych. Obejmuje trzy gatunki drzew i ich mieszańce występujących w Ameryce Środkowej i Południowej.

## Morfologia
Zimozielone lub półzimozielone, wysokie drzewa o dużych, nieparzystopierzastych liściach złożonych z gładkich i lśniących listków. Kwiaty drobne i niepozorne, złożone z 5-działkowego kielicha, 5-płatkowej korony, 1 słupka i 10 pręcików zrosłych nitkami w rurkę. Owocem jest torebka z oskrzydlonymi nasionami.

## Systematyka
Synonimy
Elutheria  M. Roem., Mahagoni Adans., Roia Scop., Suitenia Stokes
Pozycja systematyczna według Angiosperm Phylogeny Website (2001...)
Rodzaj należący do rodziny meliowatych (Meliaceae), rzędu mydleńcowców Sapindales w obrębie kladu różowych roślin okrytonasiennych.
Wykaz gatunków
- Swietenia × aubrevilleana Stehlé & Cusin
- Swietenia humilis Zucc.
- Swietenia macrophylla King – mahoniowiec wielkolistny
- Swietenia mahagoni (L.) Jacq. – mahoniowiec właściwy

## Zastosowanie
Dostarczają jednego z najcenniejszych na świecie drewna zwanego mahoniem. Najcenniejszy jest mahoniowiec właściwy (Swietenia mahagoni) z Antyli, dostarczający najlepszego gatunkowo drewna. Obecnie jest on szeroko uprawiany w krajach o cieplejszym klimacie (bez przymrozków).